# Förbundsdagsvalet i Tyskland 2002
Förbundsdagsvalet 2002 ägde rum den 22 september 2002 för att välja ledamöter till Förbundsdagen. Sittande förbundskanslern Gerhard Schröders rödgröna regeringskoalition behöll en knapp majoritet, och Socialdemokratiska partiet (SPD) behöll sin status som det största partiet i Förbundsdagen med tre mandat.